# Liste zöllnerischer Abkürzungen
Die Liste zöllnerischer Abkürzungen enthält Abkürzungen der deutschen Bundeszollverwaltung, der eidgenössischen Zollverwaltung sowie der österreichischen Zollverwaltung und Zollwache. Veraltete Abkürzungen (etwa aus der Zeit des Nationalsozialismus oder von der Zollverwaltung der DDR) sind hier ebenfalls aufgenommen.

Die Angaben in Klammern geben in einigen Fällen die Herkunft an:

DE = Deutschland (beispielsweise Reichszollverwaltung, Bundeszollverwaltung)

AT = Österreich (Zollverwaltung, Zollwache)

CH = Schweiz (Eidgenössische Zollverwaltung, Grenzwachtkorps)

EU = Europäische Union

DDR = Deutsche Demokratische Republik (1949–1990)

## A
- AA = Ausfuhranmeldung (DE)
- ABD = Ausfuhrbegleitdokument (DE)
- AbfSt = Abfertigungsstelle (DE)
- AE = Ausfuhranmeldung (veraltet, das Kürzel stammt ursprünglich noch von der „Ausfuhrerklärung“, DE)
- AE 302 = Truppenzollrechtliche Ausfuhranmeldung (DE)
- AEAO-Zoll = Anwendungserlass zur Abgabenordnung (Zoll) (veraltet, DE)
- AES = Automated Export System (ATLAS-Ausfuhr)
- AKP = Afrikanische, karibische, pazifische Gebiete; siehe AKP-Staaten
- AO = Abgabenordnung (DE)
- APS = Allgemeines Präferenzsystem (DE)
- ASV = Anschreibeverfahren
- ATLAS = Automatisiertes Tarif- und Lokales Zoll-Abwicklungs-System (DE)
- AV = Aktive Veredelung (EU)
- AWG = Außenwirtschaftsgesetz (DE)
- AWV = Außenwirtschaftsverordnung (DE)
- AZKW = Amt für Zoll und Kontrolle des Warenverkehrs (DDR)

## B
- BABZV = Beschaffungsamt der Bundeszollverwaltung (DE)
- BAD = Betriebsärztlicher Dienst, Dienststelle für die medizinische Versorgung und Betreuung der Zollverwaltung (DE)
- BDZ = Deutsche Zoll- und Finanzgewerkschaft (DE)
- BE = Berechtigter Empfänger (DE)
- BENGALI = Bundeseinheitliche Grenzausschreibungsliste (Vollstreckung) (DE)
- BFD = Bundesfinanzdirektion (DE)
- BFV = Bundesfinanzverwaltung (DE)
- BillBZ = Bekämpfung illegaler Beschäftigung durch den Zoll (veraltet, DE)
- BO = Brennereiordnung (DE)
- BrStV = Branntweinsteuerverordnung (DE)
- BVD = Begleitendes Verwaltungsdokument (DE)
- BWZ = Bildungs- und Wissenschaftszentrums der Bundesfinanzverwaltung
- BzbV = Beamter zur besonderen Verwendung (DE)

## C
- Carnet TIR und Carnet ATA
- CITES = Convention on International Trade in Endangered Species of the Wild Fauna and Flora (Washingtoner Artenschutz-Übereinkommen)

## D
- DEBBI – Dezentrale Beteiligtenbewertung (Abfertigung, DE)

## E
- EA = Ermächtigter Ausführer
- E-dec = von „electronic declaration“: Software-Tool zur Vereinheitlichung bestehender IT-gestützter Verfahren (CH)
- EORI = Economic Operators’ Registration and Identification System, Nachfolger der Zollnummer (DE) auf EU-Ebene
- EUR 1 = eine Warenverkehrsbescheinigung
- EVZTA = Europäische Verbindliche Zolltarifauskünfte (auch EBTI genannt: European Binding Tariff Information)
- EZV = Eidgenössische Zollverwaltung (CH)

## F
- FAnw = Finanzanwärter (DE; bis 1. Juli 2009, Nachfolger ist die Amtsbezeichnung ZIAnw)
- FKS = Finanzkontrolle Schwarzarbeit (DE)
- Form A (auch „UZ Form A“) = ein Ursprungszeugnis für Waren aus bestimmten Ländern (DE)

## G
- GAD = Grenzaufsichtsdienst (DE; veraltet, jetzt: KEG)
- GADDA = Dienstanweisung für den Grenzaufsichtsdienst (DE)
- GASt = Grenzaufsichtsstelle (DE, veraltet)
- GASt S = Grenzaufsichtsstelle mit Sonderaufgaben (DE; veraltet)
- GASt F = Grenzaufsichtsstelle Funk (DE; veraltet; identisch mit SprFuZ = Sprechfunkzentrale)
- GASt (mot.) = motorisierte Grenzaufsichtsstelle (DE; veraltet/abgeschafft)
- GATS = General Agreement on Trade in Services
- GATT = General Agreement on Tariffs and Trade
- GEA = Gemeinsame Ermittlungsgruppen Arbeit (DE)
- GER = Gemeinsame Ermittlungsgruppe Rauschgift (DE)
- GFG = Gemeinsame Finanzermittlungsgruppe (DE)
- GO-ÖB = Geschäftsordnung über die örtlichen Behörden der Bundeszollverwaltung (DE, Nachfolger der HGO)
- GO-MB = Geschäftsordnung über die Mittelbehörden der Bundeszollverwaltung (DE, Nachfolger der OFDGO)
- GWK = Grenzwachtkorps (CH)
- GWK I = Kommando des Grenzwachtkorps in Basel (CH)
- GWK II = Kommando des Grenzwachtkorps in Schaffhausen (CH)
- GWK III = Kommando des Grenzwachtkorps in Genf (CH)
- GWK IV = Kommando des Grenzwachtkorps in Lugano/Paradiso (CH)
- GZD = Generalzolldirektion

## H
- HGO = Geschäftsordnung für die Hauptzollämter (DE, veraltet. Nachfolger seit 2008: GO-ÖB)
- HZA = Hauptzollamt (DE, AT)

## I
- IWM = Informations- und Wissensmanagement Zoll (DE)

## K
- KAB = Kosten Anschreibe Buch
- KEF = Kontrolleinheit Flughafen
- KEFÜ = Kontrolleinheit Flughafen Überwachung
- KEFR = Kontrolleinheit Flughafen Reisendenverkehr
- KEG = Kontrolleinheit grenznaher Raum (DE; ehemals GAD)
- KEP = Kontrolleinheit Prävention Schwarzarbeit (DE, ehemals Prävention der FKS)
- KEZB = Kontrolleinheit Zollboote (DE; Wasserzoll)
- KEV = Kontrolleinheit Verkehrswege (DE, ehemals MKG)
- KOBRA = Kontrolle bei der Ausfuhr (DE)

## L
- LIB-S = lokaler IT-Beauftragter -Systembetreuung- (lokaler Administrator) (DE)
- LIB-A = lokaler IT-Beauftragter -Anwenderbetreuung- (DE)
- LVB = lokaler Verfahrensbeauftragter (lokaler Ansprechpartner der Zöllner zu spezifischen Themen der Fachverfahren z. B. ATLAS) (DE)
- LZA = Langzeitarchiv

## M
- MKG = Mobile Kontrollgruppe (DE; veraltet, jetzt: KEV)
- MZVE = Mobile Zollverstärkungseinheit (DE, veraltet)

## N
- NZA = Nebenzollamt (AT)
- NZZSt = Nebenzollzahlstelle (DE)

## O
- OEZ = Observationseinheit Zoll (DE)
- OFD = Oberfinanzdirektion (DE veraltet)
- OFDGO = Geschäftsordnung für die Oberfinanzdirektionen (DE veraltet; abgelöst durch die Geschäftsordnung über die Mittelbehörden der Bundeszollverwaltung, GO-MB)
- OK = Organisierte Kriminalität
- Owi (eigentlich: OWi) = Ordnungswidrigkeit
- OWiG = Gesetz über Ordnungswidrigkeiten (DE)
- OZD = Oberzolldirektion (CH)
- OZL = Offenes Zolllager (DE veraltet)

## P
- PSZ = Projekt Strukturentwicklung Zoll (DE)
- PV = Passive Veredelung

## R
- RAO = Reichsabgabenordnung (DE, AT, Drittes Reich)
- RF = Referat Rechts- und Fachaufsicht bei den BFD'en (DE)
- RFV = Reichsfinanzverwaltung (DE, AT, Drittes Reich)
- RZV = Reichszollverwaltung (DE, AT, Drittes Reich)

## S
- SG = Sachgebiet (eines Hauptzollamtes oder Zollfahndungsamtes, DE)
- SprFuZ = Sprechfunkzentrale (DE; identisch mit GASt F = Grenzaufsichtsstelle Funk)
- SumA = Summarische Eingangsanmeldung (Vorabankündigung der Beabsichtigten Einfuhr bei der eine Zollanmeldung noch nicht möglich ist)

## T
- T-Papier = Versandanmeldung wie z. B. T1, T2 T2L, T2LF (DE)
- TIR = Transports Internationaux Routiers (siehe auch Carnet)

## U
- UE = Ursprungserklärung auf der Rechnung
- UGZ = Unterstützungsgruppe Zoll (DE)
- ÜLG = Überseeische Länder und Gebiete
- uvZTA = unverbindliche Zolltarifauskunft für Umsatzsteuerzwecke
- UZ = Ursprungszeugnis (DE)
- UZ = Unmittelbarer Zwang (DE)
- UZwG = Gesetz über den unmittelbaren Zwang bei Ausübung öffentlicher Gewalt durch Vollzugsbeamte des Bundes (DE)

## V
- VAV = Vereinfachtes Anmeldeverfahren (DE, früher: ZNV)
- VGAD = Verstärkter Grenzaufsichtsdienst (DE, Drittes Reich, vgl. Zollgrenzschutz)
- VuB = Verbote und Beschränkungen (DE, VuB-Regeln)
- VSt = Verbrauchsteuer
- VZKom = Vertreter eines Zollkommissars (Vertreter des Dienststellenleiters eines Zollkommissariates, veraltet, DE)
- vZTA = verbindliche Zolltarifauskunft

## W
- WVB = Warenverkehrsbescheinigung (DE)
- WZD = Wasserzolldienst (DE; veraltet, jetzt: KE See)

## Z
- z. A. = Zur Anstellung, Beamter innerhalb der laufbahnrechtlichen Probezeit (DE)
- ZA = Zollamt (DE, AT, CH)
- ZA = Zugelassener Ausführer
- ZAI = Zollamtsinspektor (DE; seit 1. Juli 2009, löste die Amtsbezeichnung ZBI ab)
- ZAM, ZAMin, ZAF = Zollamtmann, Zollamtmännin (diese kuriose Sonderform lief einige Zeit nach Einführung der Bezeichnung „ZAF“ parallel), Zollamtfrau (DE)
- ZAnw = Zollanwärter (DE; bis 1. Juli 2009, Nachfolger ist die Amtsbezeichnung ZSAnw)
- ZAR, ZARin = Zollamtsrat, Zollamtsrätin (DE)
- ZAss = Zollassistent (DE, veraltet)
- ZBI = Zollbetriebsinspektor (DE)
- ZE = Zugelassener Empfänger (Versandverfahren)
- ZF = Zentrale Facheinheit (jede BFD beheimatet eine ZF; DE)
- ZFA = Zollfahndungsamt (DE)
- ZFdG = Zollfahndungsdienstgesetz (DE)
- ZFL = Zollfreilager (CH)
- ZGS = Zollgrenzschutz (DE, Drittes Reich)
- ZGD = Zollgrenzdienst (DE)
- ZHS = Zollhauptsekretär (DE)
- ZI, ZIin = Zollinspektor, Zollinspektorin (DE)
- ZI = Zollinspektorat (CH)
- ZID = Zentrum für Informations- und Datentechnik der Bundesfinanzverwaltung (DE, veraltet)
- ZIVIT = Zentrum für Informationsverarbeitung und Informationstechnik (DE, Nachfolger des ZID)
- ZK = Zollkodex (EU)
- ZK-DVO = Zollkodex-Durchführungsordnung (EU)
- ZKA = Zollkriminalamt (Nachfolger des ZKI, DE)
- ZKI = Zollkriminalinstitut (veraltet, DE)
- ZKom = Zollkommissariat (veraltet, DE)
- ZKom = Zollkommissar (Dienststellenleiter eines Zollkommissariates, veraltet, DE)
- ZL = Zolllager
- ZLA = Zolllehranstalt (DE)
- ZNA = Zollabfertigung nach Aufzeichnung (DE, veraltet, jetzt: ASV)
- ZOAR, ZOARin = Zolloberamtsrat, Zolloberamtsrätin (DE)
- ZOI, ZOIin = Zolloberinspektor, Zolloberinspektorin (DE)
- ZORA = Zentralstelle Risikoanalyse Zoll (DE)
- ZOS = Zollobersekretär (DE)
- ZPLA = Zolltechnische Prüfungs- und Lehranstalt (DE; bis 2008, jetzt Dienstsitze des BWZ)
- ZS = Zollsekretär (DE)
- ZSAnw = Zollsekretäranwärter (DE; seit 1. Juli 2009, löste die Amtsbezeichnung ZAnw ab)
- ZSBI = Zollschiffsbetriebsinspektor (DE, Wasserzoll)
- ZSHS = Zollschiffshauptsekretär (DE, Wasserzoll)
- ZSOS = Zollschiffsobersekretär (DE, Wasserzoll)
- ZUZ = Zentrale Unterstützungsgruppe Zoll (DE)
- ZV = Zugelassener Versender (Versandverfahren)
- ZVB = Zollvollzugsbedienstete(r)
- ZVerB = Zollverbindungsbeamte(r)
- ZZSt = Zollzahlstelle (DE)